# Pierre-Yves Lux
Pierre-Yves Lux, né le 24 novembre 1985 à Uccle, est un homme politique belge, membre d'Ecolo.

## Biographie
Pierre-Yves Lux nait le 24 novembre 1985 à Uccle.
Le 18 juillet 2019, Pierre-Yves Lux devient député au Parlement de la région de Bruxelles-Capitale en remplacement de Barbara Trachte qui devient secrétaire d'État dans le gouvernement Vervoort III.